# Spilosoma scotica
Spilosoma scotica là một loài bướm đêm thuộc phân họ Arctiinae, họ Erebidae.